# カスタム
カスタムとは特定の個人の目的に適うように購入した商品の一部分を変更すること、またはそのようにされた品物のことである。

## 概要
オーダーメードでない商品は特定の顧客の特定の使用目的に特化して作られなていない。そのため客が自分の使用目的に適うように購入前または購入後に品物の一部分に修正を加える場合がある。購入前のカスタムは製造者が修正の選択肢をいくつか客に提供し、客はその中からが特定の選択肢を選んで発注することで行われる。対義語としては、カスタムされていない仕様のままの物品を「ノーマル」や「ストック」、「オリジナル」と呼ぶ事もある。こうした改造に用いられる部品は、他機種やグレード違いの純正部品から流用する場合や、純正部品を加工ないし単品製作（ワンオフ）をする場合の他、市販されている改造用のパーツを使用する場合もある。市販されている改造用パーツは特に「カスタムパーツ」とも呼ばれる。また、こうした改造を行う個人製作者や専門業者はカスタマイザーとも呼ばれる。通常は既製品の状態で販売される商品を、納品前段階から特別な仕様となるように注文をする場合には「カスタムメイド」などと呼ばれる。一方「オーダーメイド」は製品全ての仕様を決めて注文する物である。しかし、両者の中間的な物もあり、よりオーダーメイドに近い「フルカスタム」やカスタムメイドに近い「イージーオーダー」といった用語も存在する。

## 自動車、オートバイにおけるカスタム
世界に一台だけの自動車（オートバイ）に乗りたい、所有したいという願望から自動車、オートバイがカスタムされることがある。
エンジン、足回りなど性能に関する改造は特に「チューニング」とも呼ばれる。俗に「ステッカー・チューニング」などと揶揄される有名メーカーのステッカーを貼るだけの手軽な外観のカスタムから、エンジン内部やサスペンションの構造まで改造する本格的なチューニングまで、その幅は広い。
また車内環境の充実を目的にした後付けのカーオーディオやカーナビゲーションなどの電装系の追加・変更、ドレスアップを目的として内装・外装に手を加えることもその範疇に入る。
また市販されている社外部品をボルト留めして取り付ける(所謂"ポン付け")行為をプロはカスタムとは呼ばない。
あくまでも現在この世に無い一品を新たに生み出す事がカスタムであり、同じ物を買ってきて取り付ければ誰がやっても同じ物が出来上がる事とは本質的に異なる。
このような既製車両をカスタムしたものは、改造車またはカスタムカー・カスタムバイクと呼ばれる。東京オートサロンや大阪オートメッセなどのカスタムカー・カスタムバイクの見本市・イベントが開かれるなど、その認知度は上がって来ている。カスタム車両と違法改造車両とは区別されつつあるが、違法改造を施した車両はまだまだ多く、専門業者の中には暴走族御用達のようなカスタム・ショップもあるのは事実である。

### グレード名としての「カスタム」
- 1950年代初頭、トヨタ自動車が同社のトヨペット・スーパーの廉価版として「トヨペット・カストム」（ローマ字読み）として発売したのが日本では最初だという説がある。
- 1997年（平成9年）から、ダイハツ工業が製造・販売する自動車の一部車種で、標準車とは異なる押し出しの効いた前照灯とフロントグリルに、派手なエアロパーツやメッキなどの加飾で差別化したモデルを「○○カスタム」と銘打ち発売している。当初はムーヴ及びパイザーの2車種のみであったが、2025年（令和7年）7月現在は、タント、トールの2車種に設定されている。過去には上記のパイザーの他、ミラやアトレー、ムーヴにも設定されていた。このうち、アトレーワゴンはカスタムのみの設定であり、5代目に関しては標準タイプは最初から未設定となった。ムーヴは2025年7月のフルモデルチェンジで標準系とカスタム系が統合された形で廃止された。
- ホンダにおいても、N-BOXを皮切りにカスタム設定がなされており、現在はN-BOXとN-WGNにカスタムの設定がある。二輪車においては、ホンダ・カブでは1983年（昭和53年）にスーパーカスタムを発売、1986年（昭和61年）にはカスタムに名称を統一し、2008年（平成20年）まで生産されていた。
- 2013年（平成25年）から、三菱においても、3代目eK及び初代eKスペースにカスタム設定がなされていたが、2019年にeKのフルモデルチェンジ、2020年にはeKスペースのフルモデルチェンジで、両車ともに新グレードのクロスが登場したことにより、eKシリーズ内におけるカスタム設定は一旦廃止された。
- OEM供給車によるカスタム設定においても、トヨタでは、ルーミー（ダイハツ・トールのOEM車）。SUBARU（旧・富士重工業）でも同様に、ダイハツOEM供給車の2代目・3代目ステラ（5代目・6代目ムーヴOEM車）、2代目ディアスワゴン（5代目アトレーOEM車）、初代・2代目シフォン（3代目・4代目タントOEM車）にカスタム設定がなされている。三菱においても、デリカD:2（スズキ・ソリオのOEM車でバンディットに相当）に、カスタム設定がなされている。
- アルトワークスを擁していたスズキではダイハツなどとは異なるアプローチを採っており、ワゴンRではスポーティーグレードに「RR」（ダブルアール）を設定し、その後3代目（MH21S/22S）からは、トランスルーセントフロントガーニッシュとバンパー一体の控えめなエアロフォルムでシックな内外装とした「スティングレー」を追加、後に「RR」は廃止され、ワゴンRでは「スティングレー」が他社のカスタムに相当するグレードとなった。
その後パレットでは「スティングレー」同様のデザイン手法を取り入れたシリーズを「パレットSW」として分離し、その後継のスペーシアではSWを廃止して標準車と「カスタム」の設定となり、後に大柄なメッキグリルをあしらった「カスタムZ」が追加された。2代目以降のスペーシア「カスタム」は、この「カスタムZ」の路線を受け継いでいる。
ワゴンRの4代目と5代目は標準車と「スティングレー」の二本立てであったが、6代目では「ハイブリッドFZ」（MH55S）が「スティングレー」のデザイン手法を受け継ぎ、「スティングレー」はそれまでのイメージを大きく刷新したことで、フロントマスクのデザインは三種類となった。2022年（令和4年）8月の一部改良時に、4代目（MH23S）ワゴンRスティングレーを彷彿とさせるフロントデザインで、フロントガーニッシュをトランスルーセントではなくメッキ仕上げとした「カスタムZ」（MH55S/95S）が追加された。
OEMモデルに相当するマツダにおいても、フレアおよび2代目以降のフレアワゴンにもカスタムスタイルとしてカスタム設定がなされている。
- 軽自動車のドレスアップモデルに対して、グレード名に「カスタム」を一切用いていないのは日産自動車のみである（同社では「ハイウェイスター」の名称を用いる。元々はミニバンのドレスアップモデルに用いられるグレード名）。

## 玩具におけるカスタム
遊戯銃において、「改造」という言葉は、かつてのモデルガン・エアガンの違法改造を想起させるとして避けられる傾向がある（モデルガンの項参照）。
上記の自動車、バイクのケース同様その幅は広く、射撃競技用銃における照準器やグリップ、引金等の操作系に関わるものから、エアソフトガンにおける銃身の固定方法の見直し等、性能に関わるものまである。サバイバルゲームでの実用性を考慮した迷彩塗装のような、特定の競技特有のものもある。また、外装に実銃パーツを使用することにより、質感や所有する喜びを高めるカスタムも存在する。

## パーソナルコンピュータにおけるカスタム
パーソナルコンピュータにおいては、大きく分けてソフトウェア側とハードウェア側の二通りのカスタムがある。
ソフトウェア側のカスタムは、使用者の好みの状態に合わせるためにオペレーティングシステムの各種設定を変更したり、その目的を満たすソフトウェアのインストールを行うなどの行為がその例となる。
ハードウェア側のカスタムでは、CPU、マザーボード、メモリ、ビデオカードやサウンドカード、ハードディスクドライブなどの記憶装置といったパソコン本体のハードウェア構成を自分好みに組み合わせ、オリジナルマシンを作り上げるといったことが挙げられる（これに関しては、自作パソコンに詳しい）。